# Шепелева, Варвара Викторовна
Варвара Викторовна Шепелева (род. 7 августа 2001, Екатеринбург) — российская волейболистка, либеро.

## Биография
Начала заниматься волейболом в СДЮСШОР «Уралочка» города Екатеринбурга. Первый тренер — В.Кунышев. В 14-летнем возрасте переехала в Череповец, где местный волейбольный центр стал базой юниорской сборной России. С 2015 года на протяжении 7 сезонов выступала за команды череповецкого ВК «Северянка».
В 2022 заключила контракт с ВК «Динамо» (Краснодар), в составе которого дебютировала в суперлиге чемпионата России.
В 2017 выступала за юниорскую, а в 2018—2019 — за молодёжную сборные России. Чемпионка Европы среди девушек 2017, бронзовый призёр чемпионата мира среди девушек 2017 и молодёжного чемпионата мира 2019, серебряный призёр молодёжного чемпионата Европы 2018.

### Клубная карьера
- 2015—2016 —  «Северянка»-3 (Череповец) — первая лига;
- 2016—2018 —  «Северянка»-2 (Череповец) — высшая лига «Б»;
- 2017—2022 —  «Северянка» (Череповец) — высшая лига «А»;
- 2022—2023 —  «Динамо» (Краснодар) — суперлига.

## Достижения

### Клубные
- двукратный победитель (2021, 2022) и серебряный призёр (2019) чемпионатов России среди команд высшей лиги «А».

### Со сборными
- бронзовый призёр чемпионата мира среди молодёжных команд 2019.
- серебряный призёр чемпионата Европы среди молодёжных команд 2018.
- бронзовый призёр чемпионата мира среди девушек 2017.
- чемпионка Европы среди девушек 2017.
- бронзовый призёр Европейского юношеского олимпийского фестиваля 2017.
- бронзовый призёр Всероссийской спартакиады 2022 в составе сборной федеральной территории «Сириус».